# Tabitha Stoecker
Tabitha Stoecker (Londres, 24 de noviembre de 2000) es una deportista británica que compite en skeleton.
Ganó dos medallas de plata en el Campeonato Mundial de Bobsleigh y Skeleton, en los años 2024 y 2025, ambas en la prueba de equipo mixto.

## Palmarés internacional
| Campeonato Mundial | Campeonato Mundial           | Campeonato Mundial | Campeonato Mundial |
| Año                | Lugar                        | Medalla            | Prueba             |
| ------------------ | ---------------------------- | ------------------ | ------------------ |
| 2024               | Winterberg (Alemania)        | Medalla de plata   | Equipo mixto       |
| 2025               | Lake Placid (Estados Unidos) | Medalla de plata   | Equipo mixto       |